# Адаптивни капацитет
Адаптивни капацитет је флексибилност која особи омогућава боље психолошко и социјално прилагођавање новим изазовима какви су живот у новом суседству, родитељство, губитак ближњег или лоше здравље. Такође, то је могућност да се промени понашање, стил живота, поглед на свет, вредности и културна оријентација како би се ефективније живело у другачијем окружењу.